# Hungaria (vlak)
Hungaria, slangově také Hungárka, je mezistátní vlak linek Ex3 a Ex5, pojmenovaný podle země výchozí stanice – Maďarska. Jezdí od roku 1960 na trase Berlín – Praha – Bratislava – Budapešť a zpět, v době platnosti jízdního řádu pro rok 2025 jezdí až do Hamburku jako pár vlaků EuroCity 172 a 173.

## Historie
Hungaria poprvé vyjela dne 29. května 1960 jako MR 15/16 na 995 kilometrů dlouhé trati Berlín – Praha – Bratislava – Budapešť. Motorový expres byl sestavený z lehkých motorových jednotek, tím se ihned od svého vzniku odlišoval od běžných vlaků nejen vzhledem, ale také komfortem a vyšší rychlostí. Hungaria se již v roce 1960 stala nejrychlejším vlakem na síti ČSD. Také byla prvním vlakem, pro který platily rychlostníky 130 km/hod na trati Praha – Česká Třebová. 
Například v jízdním řádu 1980/81 Ex Hungaria mezi Bratislavou a Prahou zastavoval pouze jedenkrát (Brno hlavní nádraží, tzn. že Hungaria jako jediný vlak nezastavovala ani v důležité uzlové stanici Břeclav). Díky omezení počtu zastávek mohla být zachována rychlostní exkluzivita, a to i po zrušení provozu elitních motorových jednotek - viz následující odstavec.
Mezinárodní expres Hungaria byl zpočátku sestaven z motorových jednotek východoněmeckých DR a později téměř po celou dobu až do 80. let z jednotek maďarské výroby ve vlastnictví ČSD. Například dle GVD z let 1964–1966 byla Hungaria provozována motorovými jednotkami řady M 498.0 a M 295.0 z maďarské lokomotivky Ganz-MÁVAG, podobně jako předtím Vindobona.
S příchodem GVD 1974/75 byl v souvislosti s dodávkami nových dvousystémových lokomotiv řady ES 499.0 (dnes 350) ukončen provoz motorových jednotek na expresu Hungaria a byly nahrazeny klasickou soupravou taženou elektrickou lokomotivou. Od té doby jezdila Hungaria v úseku Praha – Brno přes Havlíčkův Brod a Žďár nad Sázavou, přičemž v tomto úseku vůbec nezastavovala.
Do doby, než byla v Praze vybudována Holešovická přeložka, jezdila Hungaria úvratí přes tehdejší nádraží Praha střed (dnes Praha Masarykovo nádraží). Po dokončení nádraží Praha-Holešovice v roce 1985 začíná Hungaria přes Prahu projíždět bez úvrati, přesto však pobyt ve stanici činil kolem 15 minut a býval spojen s výměnou lokomotivy. V jízdním řádu 1988/89 byl pobyt Hungarie v Praze-Holešovicích dokonce plánován na rovných 30 minut (pobyt IEx 74 do Berlína 16:07-16:39; pobyt IEx 75 do Budapešti 11:10 až 11:40). Bezúvraťový provoz Hungarie se udržel až do vybudování Nového spojení, a tak se po čtvrtstoletí Hungaria vrátila na pražské hlavní nádraží. Až do roku 2021 Hungaria v Praze zastavujovala dvakrát: na hlavním nádraží (s úvratí), dále také v Holešovicích.
Od 1. června 1986 jezdila Hungaria jako Interexpress, a to IEx 74/75. První tři roky byla spojována s Vindobonou.
Počátkem 90. let byla Hungaria zařazena do sítě celoevropských komforních vlaků EuroCity. Po elektrizaci trati Brno – Česká Třebová začala většina vlaků jezdit z Brna do Prahy přes Českou Třebovou a Pardubice. Avšak v GVD 2004/05 jezdil vlak EC 170/171 Hungaria v úseku Brno – Praha přes Žďár nad Sázavou a Havlíčkův Brod a v těchto stanicích i pravidelně zastavoval. Od grafikonu 2005/06 se vrátil zpět na trasu přes Českou Třebovou.
Až do GVD 2008/09 byla souprava Hungarie sestavena kromě lokomotivy pouze z vozů maďarské společnosti MÁV, resp. její dceřiné společnosti MÁV-START. Souprava tak byla uceleně modrá. Jen od podzimu 2008 do podzimu 2009 byl v úseku Budapešť – Praha posledním vozem český Aee, který má červeno-bílý nátěr.
Od GVD 2009/2010 do GVD 2013/2014 vlak nezastavoval ve stanici Česká Třebová.
S příchodem GVD 2017/2018 byla stejně jako ostatním vlakům linky Ex3 do Budapešti změněna konečná stanice z Budapest-Keleti pályaudvar na Budapest-Nyugati pályaudvar.
Od 6. dubna 2021 došlo kvůli výlukám na koridoru ke změně jízdního řádu, ve kterém je Hungaria v úseku Kolín–Brno vedena odklonem přes Vysočinu. V pražském železničním uzlu došlo ke změně trasy, kdy vlak nezajíždí na hlavní nádraží. Mezi Prahou-Holešovicemi a Brnem tak vlak nikde nezastavuje.
S jízdním řádem platným od prosince 2021 byla Hungaria zkrácena na úsek Praha hlavní nádraží – Budapest-Nyugati pályaudvar. Naopak následující rok, v prosinci 2022 byla opět prodloužena až do stanice Hamburg-Altona.

## Hungaria dnes
V jízdním řádu 2024/2025 vyráží Hungaria ze své výchozí stanice Budapest-Nyugati pályaudvar v 7:30, v Praze zastaví v čase 14:15–14:33 na hlavním nádraží a do cílové stanice Hamburg-Altona vzdálené od Budapešti 1295 kilometrů přijíždí ve 21:35. V opačném směru odjíždí z Hamburku v 6:35, v Praze zastaví v čase 13:23–13:42 a do Budapešti přijede ve 20:28.